# Gergely Kovács
Gergely Kovács (ur. 21 lipca 1968 w Târgu Secuiesc) – rumuński duchowny rzymskokatolicki, doktor prawa kanonicznego, arcybiskup Alba Iulia od 2020, administrator apostolski ordynariatu obrządku ormiańskokatolickiego Rumunii od 2020.

## Życiorys
Gergely Kovács urodził się 21 lipca 1968 w Târgu Secuiesc. Wstąpił do seminarium i jako kleryk (1987–1990) studiował Instytucie Teologicznym w Alba Iulia.
Wysłany do Rzymu przebywał w Papieskim Kolegium Germańsko-Węgierskim (1990–1996), uczęszczając na Papieski Uniwersytet Gregoriański, gdzie uzyskał licencjat w 1992 z teologii, a w 1994 z prawa kanonicznego na Uniwersytecie Laterańskim. W 1996 podczas studiów prawniczych na Uniwersytecie Gregoriańskim uzyskał doktorat z prawa kanonicznego. Święcenia prezbiteratu przyjął 3 lipca 1993.
Po święceniach pełnił następujące stanowiska: 1996–1997: wikariusz parafii w Târgu Mureș; 1997–2007: rozpoczął pracę w Stolicy Apostolskiej w Papieskiej Radzie ds. Kultury – odpowiedzialny za obszar niemiecki i Europę Środkowo-Wschodnią oraz redaktor magazynu Kultura i Wiara; 2007–2019: kierownik biura tej samej Papieskiej Rady, a także współpracownik Kongregacji ds. Duchowieństwa oraz Trybunału Roty Rzymskiej.
Od 24 lipca 2000 kapelan Jego Świątobliwości.
24 grudnia 2019 papież Franciszek mianował go arcybiskupem archidiecezji Alba Iulia. 22 lutego 2020 otrzymał święcenia biskupie i odbył ingres do katedry św. Michała w Alba Iulia. Udzielił mu ich kardynał Gianfranco Ravasi – przewodniczący Papieskiej Rady ds. Kultury. 
2 września 2020 papież mianował go również administratorem apostolskim ordynariatu obrządku ormiańskokatolickiego Rumunii.